# Suchoi Su-5
Die Suchoi Su-5 (russisch Сухой Су-5, auch I-107) wurde vom sowjetischen Flugzeugkonstrukteur Pawel Suchoi entworfen und diente als Experimentalflugzeug. Es wurden nur zwei Exemplare gebaut.

## Entwicklung
Am 18. Februar 1944 beschloss das Staatliche Verteidigungskomitee den Bau eines Versuchsflugzeuges mit Kolbenmotor und zusätzlichem Strahltriebwerk. Suchoi sowie Mikojan-Gurewitsch wurden mit dem Bau eines solchen Erprobungsträgers beauftragt. Daraufhin entstanden die I-250(N) sowie die Su-5. Den Befehl dazu gab im Mai 1944 der zuständige Volkskommissar an das OKB Suchoi. Als Leistungsdaten sollte eine Geschwindigkeit von 800 km/h in 7.000 bis 8.000 m Höhe und eine Gipfelhöhe von 11.800 m erreicht werden. Suchoi hatte dabei schon im Januar 1944 auf Eigeninitiative mit einem solchen Entwurf begonnen und konnte deshalb schon im Juni 1944 Unterlagen für das Projekt I-107 vorlegen.
Mit der Su-5 sollte ein vom Zentralinstitut für Flugmotoren (ZIAM) entwickelter Turbokompressor mit nachgeschalteter Brennkammer getestet werden, welcher im Abgasstrom eines herkömmlichen Kolbenmotors eingebaut worden war und die Flugleistung erheblich steigern sollte.  Letztere erhielt ein WK-107A-Triebwerk von Alexander Mikulin mit Vierblattluftschraube sowie das als Cholschtschewnikow-Beschleuniger WRDK bezeichnete Triebwerk, das von A. Fadejew und K. Cholschtschewnikow vom ZIAM entwickelt wurde. Ziel war es, den deutschen Strahlflugzeugen vergleichbare Flugleistungen sicherzustellen, um in einem Luftkampf bestehen zu können.
Die Flugerprobung begann im April 1945 mit G. Komarow. Der Zusatzantrieb erhöhte dabei kurzzeitig die Motorleistung des WK-107 von 1250 auf 2060 kW (1700 auf 2800 PS), in dem das Aggregat zusätzlich 3 kN Schub zur Verfügung stellte. Das Flugzeug erreichte so eine Geschwindigkeit von 807 km/h in 10000 Metern Höhe. Da sich zu dieser Zeit bereits abzeichnete, dass zukünftig viel höhere Geschwindigkeiten mit den immer besser werdenden reinen Strahltriebwerken erzielbar sein würden, stellte man am 15. Juli 1945 die Versuche mit diesem Muster ein.

## Technische Daten
| Kenngröße             | Daten                                   |
| --------------------- | --------------------------------------- |
| Konzeption            | einmotoriges Experimentaljagdflugzeug   |
| Hersteller            | Suchoi                                  |
| Baujahr               | 1945                                    |
| Besatzung             | 1                                       |
| Länge                 | 8,51 m                                  |
| Spannweite            | 10,56 m                                 |
| Höhe                  | 3,53 m                                  |
| Flügelfläche          | 17,0 m²                                 |
| Flügelstreckung       | 6,6                                     |
| Leermasse             | 2.955 kg                                |
| Startmasse            | 3.805 kg                                |
| Antrieb               | ein Klimow WK-107A + ein WRDK           |
| Leistung              | 1.214 kW (1.651 PS) + 4,3 kN            |
| Höchstgeschwindigkeit | 810 km/h in 7.800 m Höhe                |
| Steiggeschwindigkeit  | 5,7 min auf 5.000 m Höhe                |
| Dienstgipfelhöhe      | 11.950 m                                |
| Reichweite            | 600 km                                  |
| Bewaffnung            | eine 23-mm-MK NS-23 zwei 12,7-mm-MG UBS |